# 宿院停留場
宿院停留場（しゅくいんていりゅうじょう）は、大阪府堺市堺区にある阪堺電気軌道阪堺線の停留場。駅番号はHN23。
フェニックス通り（国道26号）との交差点に位置している。駅名の由来は、駅南東にある「宿院頓宮」から。

## 歴史
1911年（明治44年）に恵美須町 - 市ノ町（現在の大小路）間が開業した阪堺線が、少林寺橋（現在の御陵前）まで延伸された1912年（明治45年）に当駅が開業した。同年、当駅から分岐して大浜海岸（現在の大浜公園付近）までの大浜線が開業した。しかし、大浜線は1945年（昭和20年）の堺大空襲で不通となり、1949年（昭和24年）に休止されている。

### 年表
- 1912年（明治45年）
  - 3月5日：阪堺電気軌道により開業。
  - 4月1日：大浜線（当駅 - 水族館前間）が開業。
- 1915年（大正4年）6月21日：阪堺電気軌道が南海鉄道に合併。
- 1944年（昭和19年）6月1日：会社合併により近畿日本鉄道の駅となる。
- 1947年（昭和22年）6月1日：路線譲渡により南海電気鉄道の駅となる。
- 1949年（昭和24年）3月3日：戦災で不通になっていた大浜線が休止。
- 1980年（昭和55年）
  - 大浜線が正式廃止。
  - 12月1日：路線譲渡により阪堺電気軌道の駅となる[1]。
- 2016年（平成28年）1月31日：停留場の移設等が行われ、大浜公園の「潮湯」の建物デザインを模した屋根も設置された。

## 停留場構造
大道筋中央部に立地し、単式ホームが宿院交差点を挟んで互い違いに配置（千鳥式配置）されている。浜寺駅前方面のりばが宿院町東1丁に、恵美須町方面のりばが大町東1丁に位置する。
かつては宿院交差点南西側に定期券発売所があり、堺市における阪堺線の基幹駅であったが、現在は他の堺市内の駅と同格の扱いになっている。
2015年（平成27年）内に停留場の改修として、のりばの移設（浜寺駅前方面のりばを大町から宿院町へ、恵美須町方面のりばを宿院町から大町へ移設）・停留場拡幅・大浜線で結ばれていた大浜公園の「潮湯」の建物デザインを模した屋根の採用などが実施された。

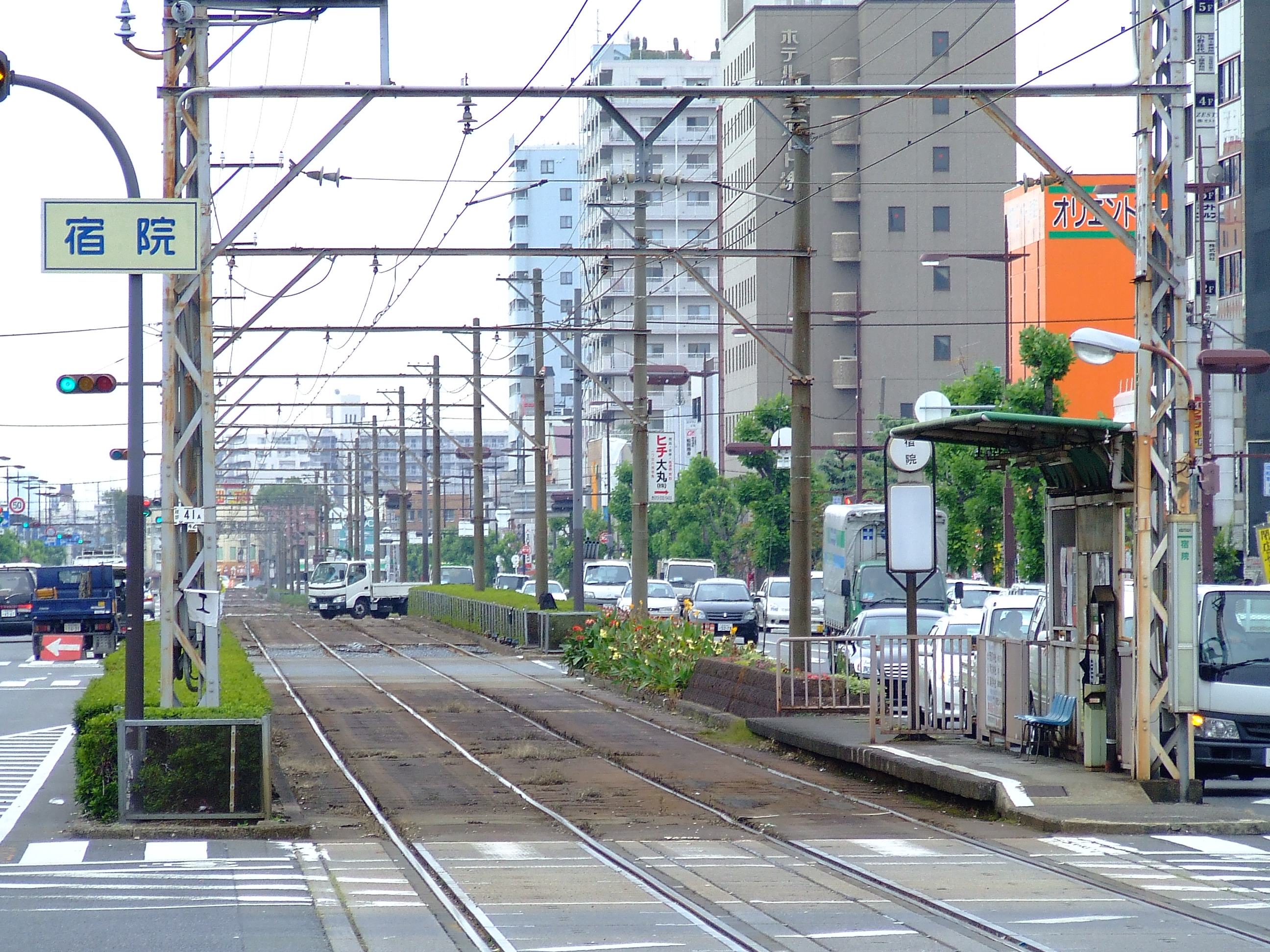
ホーム（2007年10月、改修工事前）
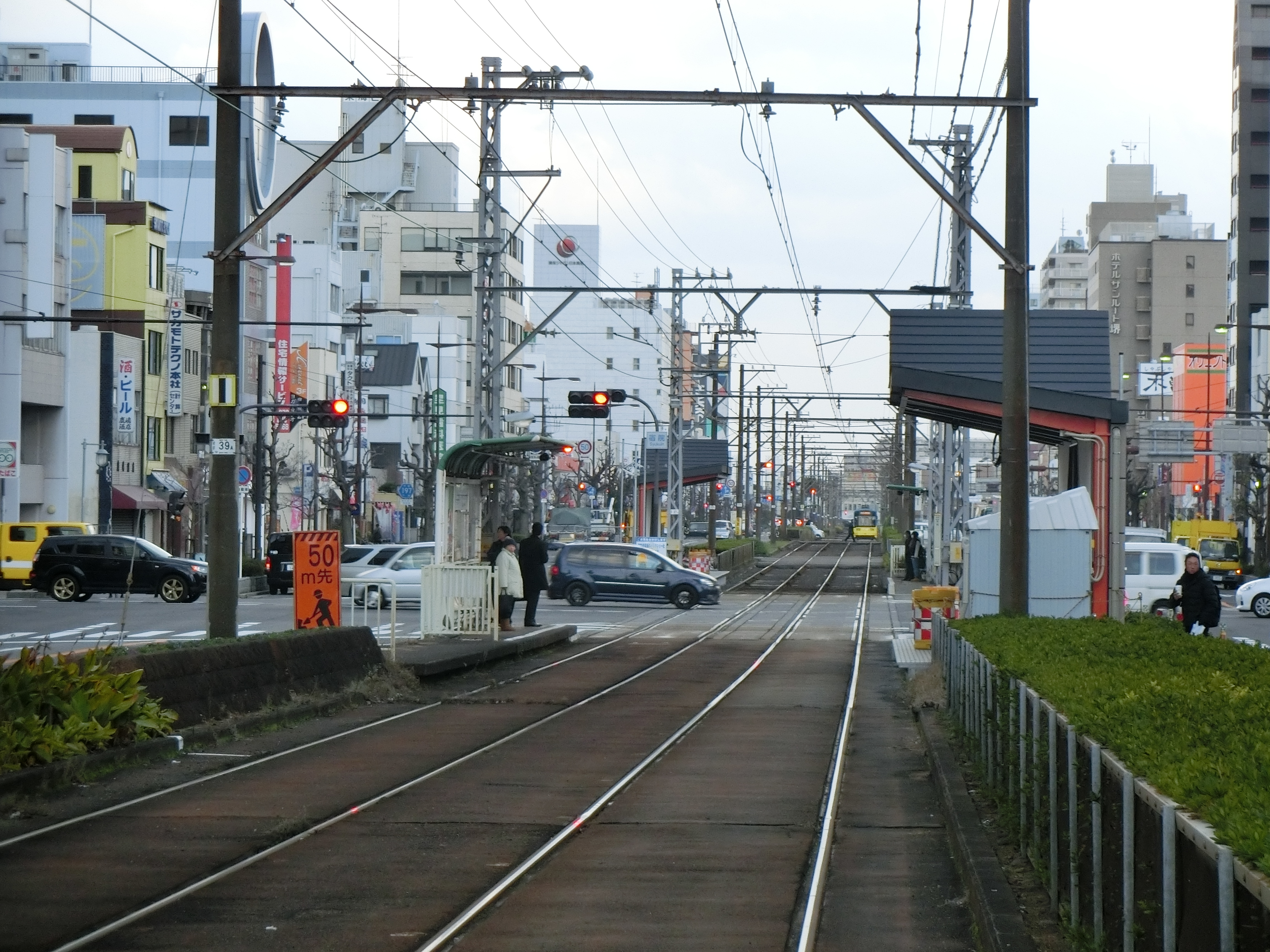
ホーム（2015年12月、改修工事中）
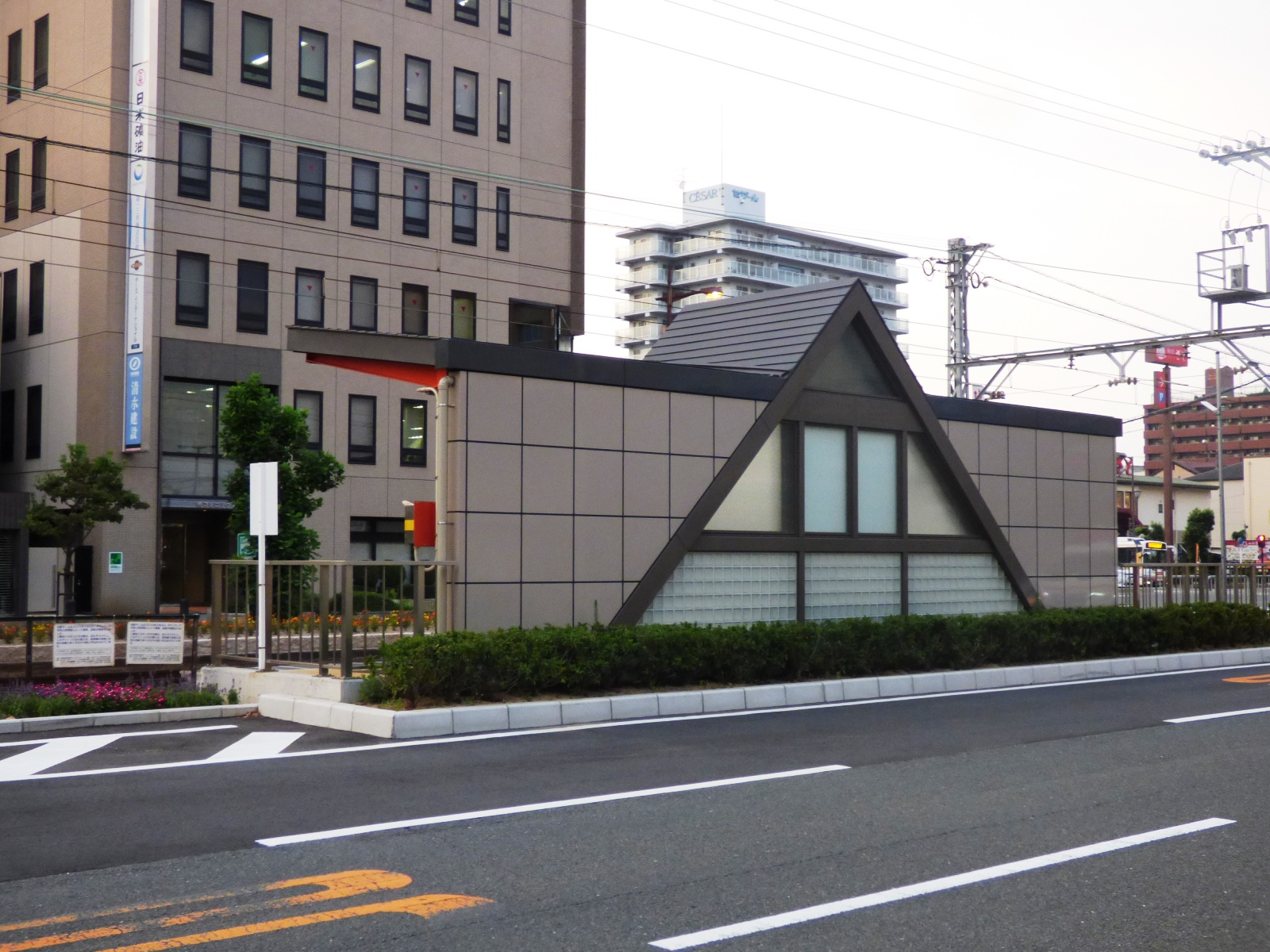
ホームの後ろ側（2016年8月、改修工事後）

## 停留場周辺
- さかい利晶の杜
  - 千利休茶の湯館
  - 茶の湯体験施設
  - 与謝野晶子記念館
- 堺保健センター
- 伊予銀行 堺支店
- 大阪信用金庫 宿院支店
- 千利休屋敷跡
- 与謝野晶子生家跡・歌碑
- 顕本寺
- 祥雲寺
- 宿院頓宮
- 開口神社
- 堺山之口商店街（晶子のうた通り）
- 美々卯堺店 - 美々卯発祥の地
- フェニックス通り（日本の道100選）

## バス
南海バス（宿院停留所）
＜交差点西側・東行＞
- 131　三国ヶ丘駅前（南側）、中もず駅前、西小学校前経由　北野田駅前行き
- 132　三国ヶ丘駅前（南側）、中もず駅前、福町経由　北野田駅前行き
  - 132C　三国ヶ丘駅前（南側）、中もず駅前経由　下出口止め（福町の1つ手前が終点）
- 33　中もず駅前経由　初芝駅前行き
- 35　三国ヶ丘駅前（北側）、労災病院前、地下鉄新金岡駅前経由　阪和堺市駅前行き
- 36　三国ヶ丘駅前（北側）、労災病院前経由　地下鉄新金岡駅前行き
  - 35V、36Vは近畿中央胸部疾患センター前も経由

＜交差点西側・西行＞
- 23　堺駅前行き
- その他　堺駅南口行き

＜交差点南側・南行き＞
- 21　御陵前、栄泰橋経由　堺東駅前方面（南循環線右回り）

## 隣の停留場
阪堺電気軌道
■阪堺線
大小路停留場 (HN22) - 宿院停留場 (HN23) - 寺地町停留場 (HN24)
- （）内は駅番号を示す。